# Gouvernement Jendouba
Das Gouvernement Jendouba (arabisch ولاية جندوبة, DMG Wilāyat Ǧandūba) ist eines der 24 Gouvernements Tunesiens.
Es befindet sich im Norden des Landes und umfasst eine Fläche von 3.102 km² (1,9 % des Staatsterritoriums). Die Bevölkerungszahl beträgt 426.000. Hauptstadt ist das gleichnamige Jendouba. Das Gouvernement wurde am 21. Juni 1956 gegründet.

## Städte
- Aïn Draham
- Beni M’Tir
- Bou Salem
- Fernana
- Ghardimaou
- Jendouba
- Oued Melliz
- Tabarka